# Thelethylax
Thelethylax là một chi thực vật có hoa trong họ Podostemaceae.

## Loài
Chi Thelethylax gồm các loài: